# Wilhelm Gerhard Walpers
Wilhelm Gerhard Walpers (* 26. Dezember 1816 in Mühlhausen/Thüringen; † 18. Juni 1853 in Köpenick bei Berlin) war ein deutscher Botaniker. Sein offizielles botanisches Autorenkürzel lautet „Walp.“

## Leben und Wirken
Walpers war ein (finanziell) unabhängiger Wissenschaftler in Berlin. Als sein Hauptwerk gilt Repertorium botanices systematicae (sechs Bände 1842–1847, drei folgende Bände von 1848 bis 1853 unter dem geänderten Titel Annales botanices systematicae), das nach seinem Tode 1857 bis 1871 von Carl Müller (1817–1870) vollendet wurde.  Diese Veröffentlichung diente Benjamin Daydon Jackson als eines Grundlagenwerk für die Erstellung des Index Kewensis.
Im Jahr 1843 wurde er zum Mitglied der Leopoldina gewählt.
Walpers beging Selbstmord wegen gekränktem Ehrgeiz und anderen bitteren Lebenserfahrungen.

## Ehrentaxon
Die Pflanzengattung Walpersia Harv. aus der Familie der Schmetterlingsblütler (Fabaceae) ist nach ihm benannt.

## Weitere Werke
- Animadversiones criticae in Leguminosas Capenses Herbarii Regii Berolinensis, 1839